# Uva de mesa

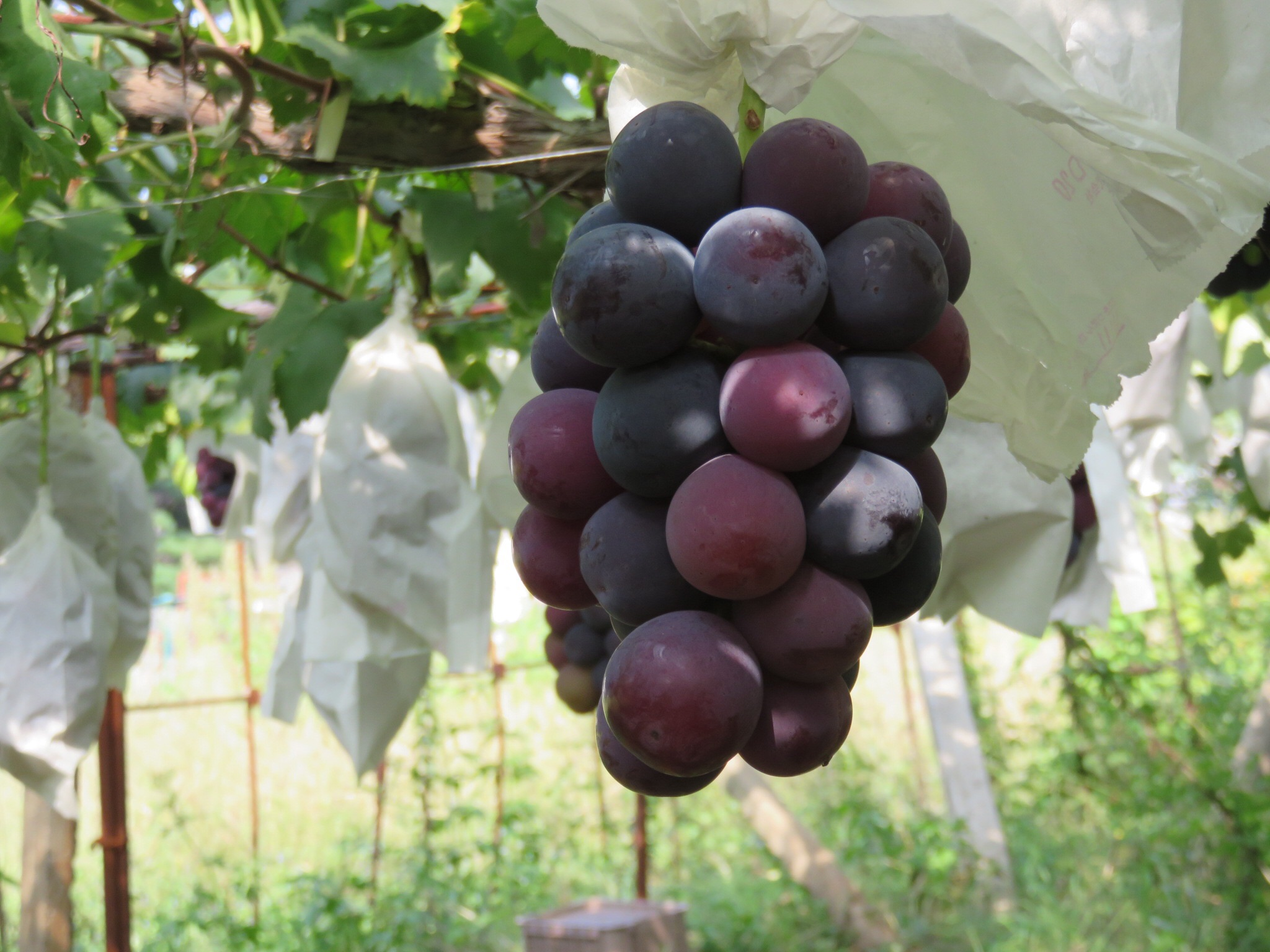
Un racimo de uvas de mesa Pione, antes de la cosecha.

La uva de mesa es aquella variedad de uva que se consume mientras está fresca, en oposición a las uvas que se cultivan para hacer vino, mosto o para secarlas y hacer con ellas uvas pasas.
Dependiendo del mercado que exista para las uvas de vino o de mesa, el vino de baja calidad bien puede contener algunas uvas que también podrían venderse como uvas de mesa, por ejemplo en los Estados Unidos con su Thompson Seedless.
Algunas de las variedades de uva de mesa más vendidas son las siguientes:
- uva concord
- Flame
- Moscatel
- Ohanes
- sultanina

## Características
Las uvas de mesa, todas sus variedades en general, tienen un menor contenido de azúcar que las uvas de vino y son más sabrosas al ser comidas. Sus sabores, sin embargo, no sobreviven a la fermentación y su bajo contenido de azúcar no significa sino que el vino producido a partir de estas es débil, insípido y se deteriora fácilmente.
Por todo esto, las uvas de mesa son usadas para comer directamente y no en otros menesteres como la fabricación de vinos, etc.

## La uva de mesa en el mundo

### España
En España, de conformidad con la Orden APA/1819/2007, del 13 de junio, las variedades de uva de mesa, para todas las comunidades autónomas, son:
- Variedades recomendadas:

| - - Aledo, B. - Alfonso Lavallée, T. - Cardinal, T. - Calop, B. - Corazón de Cabrito, Teta de Vaca, B. - Chasselas, B. - Dominga, B. - Don Mariano, Imperial, Napoleón, T. - Eva, Beba de los Santos, B. | - - Italia, B. - Leopoldo III, T. - Molinera, T. - Montúa, Chelva, B. - Moscatel de Alejandría, Moscatel de Málaga, B. - Naparo, T. - Ohanes, B. - Planta Mula, T. | - - Planta nova, tardana, tortozón, B. - Quiebratinajas, Pizzutello, T. - Rágol, T. - Reina de las Viñas, B. - Roseti, Rosaki, Regina, Dattier de Beyrouth, B. - Sultanina, B. - Valenci Blanco, B. - Valenci Tinto, T. |

- Variedades autorizadas:

| - - Autum Black, T. - Autum Seedless, B. - Black Rose, T. - Blush Seedless, T. - Calmeria, B. - Centenial Seedless, B. - Christmas Rose, T. - Crimson Seedless, T. - Dabouki, B. | - - Dawn Seedless, B. - Doña María, Donna Maria, B. - Early Muscat, B. - Emerald Seedless, B. - Exotic, T. - Fantasy Seedless, T. - Flame Seedless, T. - Gold, B. | - - Matilde, B. - Perlette, B. - Queen, T. - Ralli Seedles, T. - Red Globe, T. - Ruby Seedless, T. - Sugra Five, B. - Sugra One, B. |

### Estados Unidos
Las variedades más destacadas dentro de las uvas de mesa son, según la Comisión de Uva de Mesa de California:
| - Uvas verdes: - Perlette - Sugarone - Thompson Seedless - Calmeria | - Uvas tintas: - Flame Seedless - Red Globe - Ruby Seedless - Christmas Rose - Emperor - Rougé - Crimson Seedless - Tudor Premium Red - Cardinal | - Uvas azul-negro: - Beauty Seedle - Autumn Royal - Ribier - Fantasy Seedless - Marroo - Niabell |  |